# Nowy Dwór (Suwałki)
Pour les articles homonymes, voir Nowy Dwór.
Nowy Dwór est un village de Pologne, situé dans la gmina de Bakałarzewo, dans le Powiat de Suwałki, dans la voïvodie de Podlachie.

## Source
- (en) Cet article est partiellement ou en totalité issu de l’article de Wikipédia en anglais intitulé « Nowy Dwór, Suwałki County » (voir la liste des auteurs).